# Gmina Žabari
Gmina Žabari (serb. Opština Žabari / Општина Жабари) – gmina w Serbii, w okręgu braniczewskim. W 2018 roku liczyła 9585 mieszkańców.